# مصطفى كوروما
مصطفى كوروما (بالفرنسية: Moustapha Kourouma)‏ (مواليد 11 أكتوبر 1977 في أبيدجان) هو لاعب كرة قدم بوركينابي دولي سابق كان يجيد اللعب في مركز المهاجم. سبق له اللعب في نادي قطر موسم 2004-05.

## المسيرة الرياضية مع الأندية
انتقل كوروما في يناير 2007 من نادي مانغاسبورت إلى إيسيا وازي ولعب معهم في كأس الكونفيدرالية الأفريقية.

## المسيرة الرياضية مع المنتخب
كان عضو في صفوف منتخب بوركينا فاسو.